# Préfecture de Kiar
La préfecture de Kiar (en persan: شهرستان کیار, shahrestān-e Kiār) est l'une des dix préfectures (shahrestān) de la province de Chahar Mahaal et Bakhtiari (Iran). La préfecture de Kiar comptait 51322 habitants lors du recensement de 2006.

## Géographie
La préfecture de Kiar est située au centre de la province de Chahar Mahaal et Bakhtiari. Elle est divisée en deux districts (bakhsh) : le district central et le district de Naghan. Son chef-lieu est la ville de Shalamzar et compte trois autres villes : Naghan, Gahru et Dastana. 